# Zwart water (milieu)
Zwart water is een verzamelnaam voor met pathogene stoffen verontreinigd afvalwater dat afkomstig is van toiletten. De naam "zwart water" slaat op de kleur die dit water krijgt na verloop van tijd door de biologische processen in dit water, meer specifiek de anaeroob biologische processen. De zwarte kleur wordt dan gevormd uit gereduceerd Zwavel (S2-) dat een verbinding aangaat met ijzer (Fe2+).
Door de verontreiniging met bacteriën, virussen en allerlei organische stoffen is het water niet zonder meer geschikt voor hergebruik. Het kan zelfs gevaarlijk zijn voor de gezondheid.
De term 'zwart water' wordt soms per abuis negatief gebruikt voor lozingen van juist heel goed (aeroob) biologisch gezuiverd water. Als dat heel helder is en nauwelijks deeltjes bevat, zal de (zon-) licht instraling niet gereflecteerd worden, en aldus ziet zo'n lozing er dan 'zwart' uit. Zeker als dat instroomt in oppervlaktewater dat troebel is door zwevende stof zoals algen en gronddeeltjes